# Колония Сантьяго
Сантьяго (исп. Santiago) — испанская колония в Вест-Индии, часть вице-королевства Новая Испания, ныне — территория острова Ямайка.

## Доколумбовая Ямайка
Около 650 года Ямайка была колонизирована переселенцами из Южной Америки. Самые ранние стоянки этих переселенцев — охотников на черепах и рыболовов — были найдены в графстве Мидлсекс в центре острова. Около 950 года люди культуры Meillacan поселились на обоих побережья Ямайки, ассимилировавшись с коренными жителями.
Культура таино утвердилась на Ямайке около 1200 года. Они принесли из Южной Америки систему возделывания маниока, известного как «conuco». Для обогащения почвы таино сжигали кустарник и деревья и насыпали большие курганы из пепла, на которых сажали маниок. Таино жили в больших круглых жилищах (bohios), построенных из дерева и крытых соломой и пальмовыми листьями. Таино говорили на аравакских языках и не имели письменности. Некоторые из слов, используемых ими, таких как Barbacoa («барбекю»), Hamaca («гамак»), Kanoa («каноэ»), Tabaco («табак»), Batata («сладкий картофель») и Juracán («Ураган»), вошли в испанский и английский языки.
Таино были историческими врагами соседних карибских племен, и на протяжении большей части XV века соседи вытеснили их на северо-восток Карибского бассейна.

## Колумб

Второе путешествие Колумба, 1493

Четвертое путешествие Колумба, 1503

Христофор Колумб отбыл в своё второе путешествие в Америку 24 сентября 1493 года. 3 ноября 1493 года он высадился на острове, который назвал Доминикой, а 22 ноября — на Эспаньоле и провел некоторое время, исследуя остров и его ресурсы. Он оставил Эспаньолу 24 апреля 1494 года и прибыл на остров Хуана (Куба) 30 апреля, а 5 мая — на Ямайку. Колумб исследовал южное побережье Хуаны, прежде чем вернуться на Эспаньолу 20 августа. Пробыв некоторое время на западе острова, он, наконец, вернулся в Испанию.
Колумб вернулся на Ямайку во время своего четвёртого плавания в Америку. Он плавал по Карибскому бассейну почти год, пока буря не вынесла его корабли на побережье в районе нынешней Сент-Энн-Бей, Ямайка, 25 июня 1503 года.
Год Колумб и его люди сидели на мелях Ямайки. Испанец Диего Мендес и некоторые местные жители отправились на каноэ на Эспаньолу за помощью. Губернатор острова, Николас де Овандо-и-Касерес, враждебно относился к Колумбу и препятствовал усилиям по спасению его людей. В то же время Колумб якобы произвел впечатление на туземцев, предсказав лунное затмение 29 февраля 1504 года, с помощью расчетов немецкого астронома Региомонтана. Помощь, наконец, прибыла от губернатора 29 июня 1504 года, и Колумб и его люди прибыли в Санлукар-де-Баррамеда 7 ноября 1504 года.

## Колония Севилья

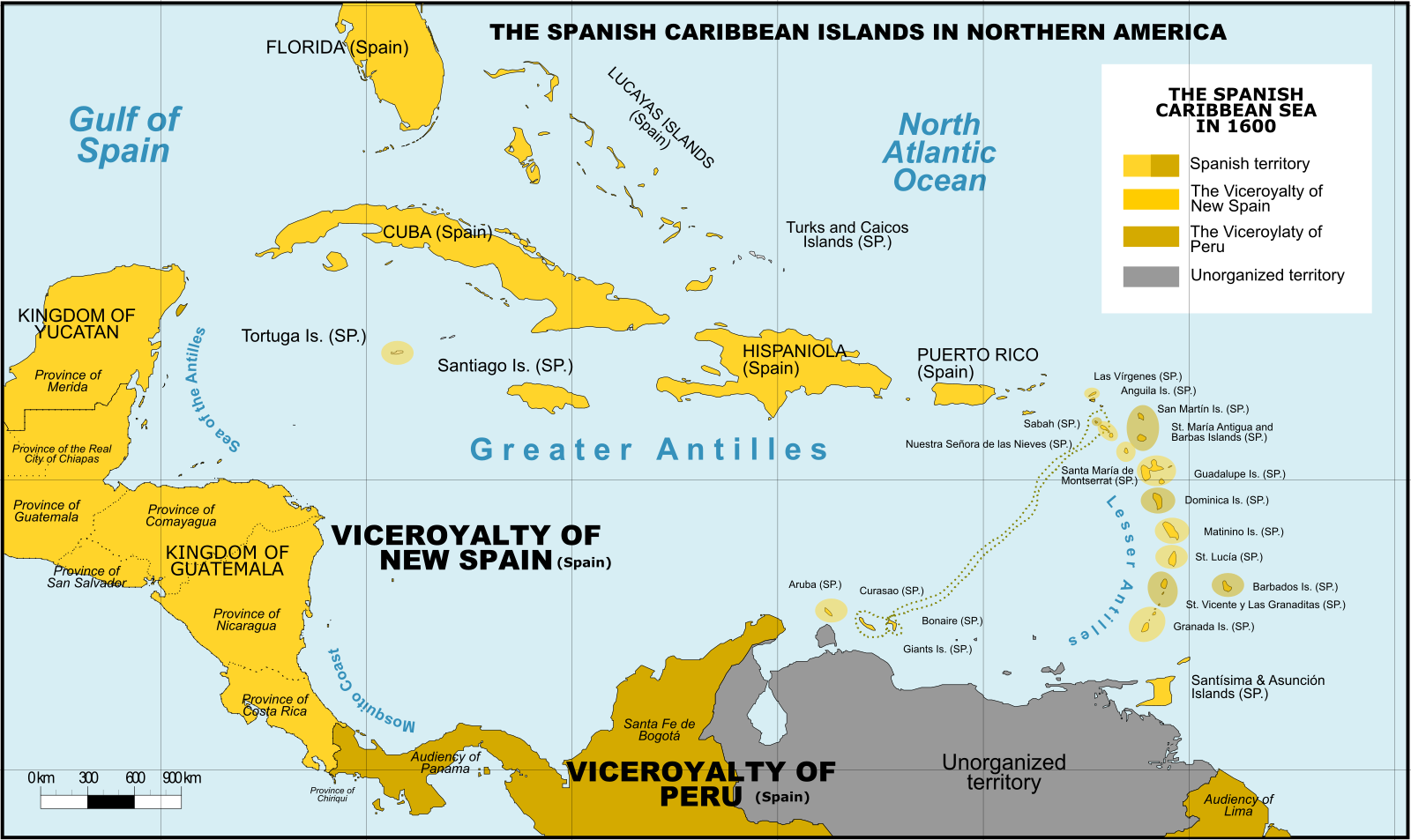
Европейские колонии в Карибском бассейне к 1600 году

Испанская империя начала своё официальное управление Ямайкой в 1509 году, с формальной оккупации острова конкистадором Хуаном де Эскивелем и его людьми. Эскивель сопровождал Колумба в его втором путешествии в Америку в 1493 году и участвовал во вторжении на Эспаньолу. Десять лет спустя монах Бартоломе де лас Касас писал испанским властям о резне местного населения, проведенной Эскивелем в 1503 году.
Первое испанское поселение на острове было основано в 1509 году недалеко от залива Святой Анны и было названо Севилья. В 1534 году поселенцы переехали на новое, более здоровое место, которое они назвали Вилья-де-ла-Вега, которое англичане впоследствии переименовали в Спаниш-Таун. Этот поселок служил столицей испанским и английским властям до 1872 года, когда столица была перенесена в Кингстон.
Испанцы жестоко эксплуатировали местное население, и многие из жители погибли в течение пятидесяти лет европейского господства. Впоследствии дефицит коренного населения и рабочих рук был решен активным завозом африканских рабов. Разочарованные отсутствием золота на острове, испанцы главным образом использовали Ямайку в качестве военной базы для снабжения экспедиций по освоению Северной и Южной Америки.
Испанские колонисты не привезли с собой женщин, поэтому они стали брать себе наложниц из местных таино, в результате чего рождались дети-метисы. Сексуальное насилие над женщинами таино со стороны испанцев также имело широкое распространение.
Таино называли свой остров "Xaymaca, " что в испанском произношении превратилось в «Ямайка». В так называемой Карте адмирала 1507 года остров был отмечен как «Jamaiqua».

## Английское завоевание
В конце 1654 года Оливер Кромвель сформировал армаду против колоний Испании в Карибском море. В апреле 1655 года генерал Роберт Венейблс возглавил армаду в атаке на испанский форт в Санто-Доминго, Гаити. Тем не менее испанцы отбили эту плохо подготовленную атаку, известную как «осада Санто-Доминго», и английские войска вскоре были уничтожены эпидемией .
Ослабленные лихорадкой и искавшие легкой победы после поражения в Санто-Доминго, англичане решили атаковать единственный испанский остров Вест-Индии, которые не имел оборонительных сооружений, — Ямайку. В мае 1655 года около 7000 английских солдат высадились около Вилья-де-ла-Веги. Немногочисленным испанским солдатам и поселенцам острова не удалось организовать сопротивления, и Ямайка была занята британцами.
В последующие годы Испания неоднократно пыталась вернуть Ямайку, и в 1657 году английский губернатор Ямайки Уильям Брэйн предоставил пиратам базу в Порт-Рояле на Сантьяго, чтобы они помогали защитить остров от испанских атак. Испания так никогда и не отбила Ямайку, потерпев поражение в битвах при Очо-Риос в 1657 году и при Рио-Нуэво в 1658 году. Англичане считали Ямайку «кинжалом, направленным в сердце Испанской империи», хотя на самом деле остров имел для них лишь экономическое значение.